# Hyperolius tuberilinguis
Hyperolius tuberilinguis är en groddjursart som beskrevs av Smith 1849. Hyperolius tuberilinguis ingår i släktet Hyperolius och familjen gräsgrodor. IUCN kategoriserar arten globalt som livskraftig. Inga underarter finns listade i Catalogue of Life.